# Guaiol
Guaiol o champacol es un compuesto orgánico, un sesquiterpenoide alcohol que se encuentra en varias plantas, especialmente en el aceite de guayaco y ciprés. Es un sólido cristalino que se funde a 92 °C.

## Reacción
Guaiol produce un color púrpura intenso cuando son tratados con electrófilos de bromo reactivos.